# Sento
Vicent Josep Llobell Bisbal, conocido como Sento (Valencia, 8 de diciembre de 1953), es un historietista, diseñador, docente e ilustrador español. Casado con la también artista Elena Uriel, vive en la ciudad de Sagunto.

## Biografía
Licenciado en Bellas Artes (1978), fue profesor de Anatomía en la Facultad de Bellas Artes de Valencia. Cambió, sin embargo, las aulas por el tebeo, iniciando su nueva carrera en "Tebeos del Cingle" en 1975.
Tras un fugaz paso por El Víbora, con cuyo estilo no encajaba, Sento se dio a conocer a través de Bésame Mucho con su serie Barrachina, que le abrió las puertas de Cairo, Madriz o TBO. Sus cómics e ilustraciones también se han publicado en medios como Pequeño País, El Temps, El Independiente, El Jueves o Efe Eme.
Inquieto por naturaleza, no ha obviado la ilustración publicitaria e incluso el diseño innovador de fallas (Plaça del País Valencià (actualmente Ajuntament) de Valencia, en los años 1986 y 1987 y Na Jordana en 2006 y 2011). Suyo es también el diseño de la ludo-estatua gigante del Parque Gulliver que reposa en el Jardín del Turia de Valencia. Se internó en la animación con La leyenda de la Meloseta en 1991.
En 2013 ganó la VI edición del Premio Internacional Fnac-Sins entido de Novela Gráfica por su obra Un médico novato, primera parte de una trilogía sobre la Guerra Civil, basada en las memorias del doctor Pablo Uriel, suegro del artista. Tiene su continuación en Atrapado en Belchite (2015) y Vencedor y vencido (2016).

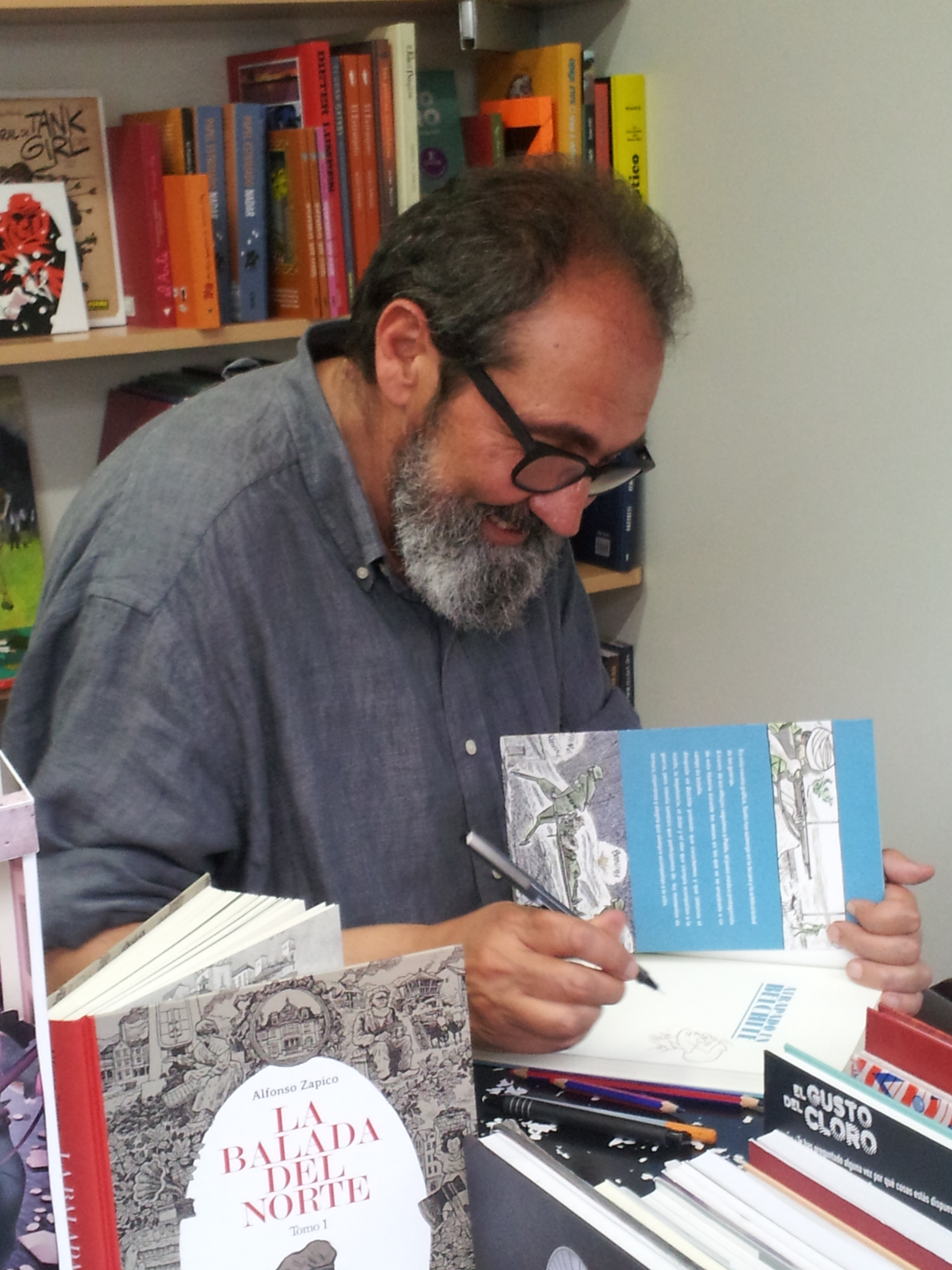
Sento dedica un ejemplar de Atrapado en Belchite en la caseta de Futurama de la edición del 2015 de la Feria del Libro de Valencia.

## Estilo
La teórica Francisca Lladó, en su clasificación de dibujantes y guionistas del denominado boom del cómic adulto en España, lo adscribe a la Nueva escuela valenciana junto a Mique Beltrán, Javier Mariscal, Micharmut, y Daniel Torres. Jesús Cuadrado, por su parte, ha destacado su "técnica anatomista".
El propio Sento, sin embargo, ha acabado valorando más la historia que la belleza de los dibujos.

## Obra

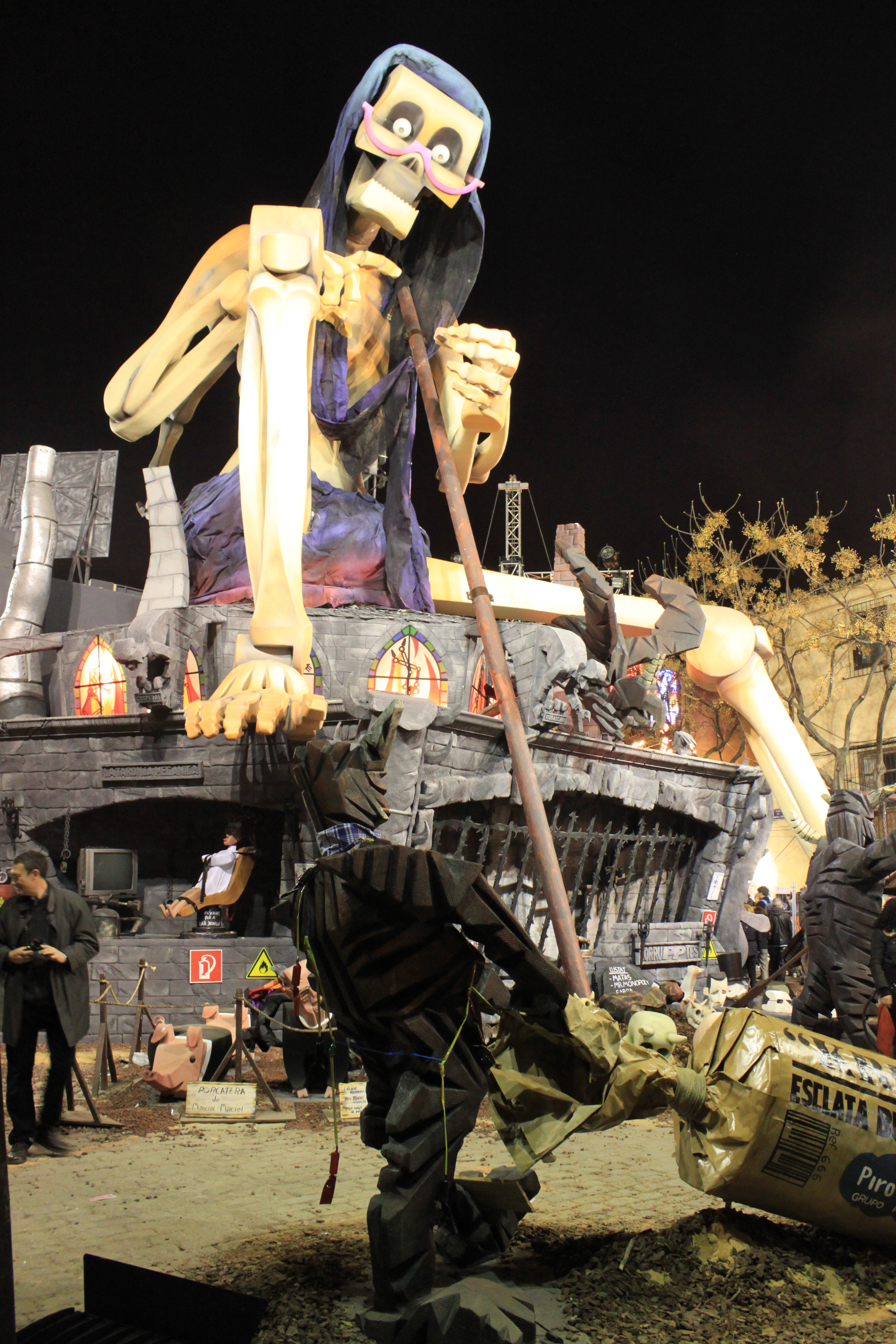
Falla Na Jordana, 2011.

### Historietas serializadas
- Mundo curioso. "El Víbora", 1979.
- Barrachina. "Bésame mucho", 1980.

### Álbumes
- Valentín. Ayuntamiento de Valencia, 1981.
- Romance. Arrebato, 1983.
- Velvet Nights. Norma Editorial, 1985.
- El Laboratori del Dr. Arnau. Generalidad Valenciana, 1989.
- Cazando millonarios. Complot, 1990.
- Noves Aventures d’en Tirant. Generalidad Valenciana, 1991.
- Les Aventures del Cavaller Tirant. 4 vols. 3 i 4 Ed., 1992.
- Historieta del Camp de Morvedre. Caja de Ahorros de Sagunto, 1992.
- Tritón (Historia del Puerto Autónomo de Valencia). 1999.
- El cartero audaz. Edicions de Ponent, 2003.
- Un médico novato. Sins Entido, 2013.
- Atrapado en Belchite. Autoedición, 2015.
- Vencedor y vencido. Autoedición, 2016.
- Doctor Uriel. (Edición íntegral) Astiberri, 2017.
- Historietas del Museo del Prado. Museo Nacional del Prado, 2019.
- Días sin escuela. (con Elena Uriel) Astiberri, 2025.

### Libros Ilustrados
- Ruinas. Edicions de Ponent, 1995.
- El jardí secret. Fundació Bromera per al Foment de la Lectura, 1997. Alcira.
- Viaje a Bosnia. Autoedición, 2000.
- Però, per què no?. Fundació Bromera per al Foment de la Lectura, 2006.

### Animación
- La leyenda de Meloseta. Producida por Metrópolis. Madrid, 1991. Corto de dibujos animados.

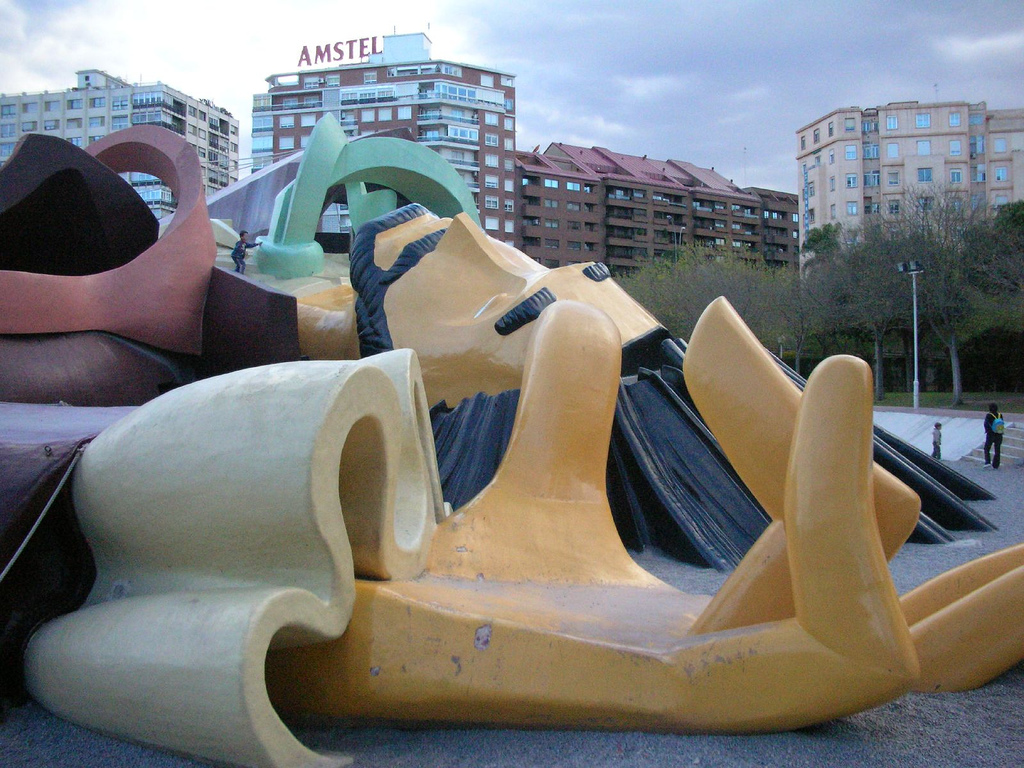
Parque Gulliver.

### Obras corpóreas
- Una estoreta velleta (falla). "Plaça del País Valencià", 1986.
- Perquè el foc només siga un espill (falla). "Plaça del País Valencià", 1987.[8]
- Parque Gulliver (escultura lúdica). Ayuntamiento de Valencia, 1990.
- Carme, t'estime (falla). "Falla Na Jordana", 2006.
- Ens vorem a l'infern (falla). "Falla Na Jordana", 2011.